# Fosforylacja fotosyntetyczna

Schemat fazy jasnej fotosyntezy. Użyte skróty: P-680 centrum reakcji fotoukładu II; P-700 centrum reakcji fotoukładu I; Phe feofityna; K Mn kompleks rozkładający wodę; Q_{A} Q_{B} plastochinon połączony z białkiem; PQ wolny plastochinon; b_{6w} wysokopotencjałowy hem cytochromu b_{6}; b_{6n} niskopotencjałowy hem cytochromu b_{6}; FeS centrum żelazowo-siarkowe białka Rieskego; PC plastocyjanina; A cząsteczka chlorofilu; A_{1} witamina K_{1}; F_{x} centra żelazowo-siarkowe; F_{D} ferredoksyna; FNR reduktaza ferredoksyna-NADP

Fosforylacja fotosyntetyczna, fotofosforylacja – proces zachodzący w fazie jasnej fotosyntezy w chloroplastach. Polega na wytworzeniu ATP z ADP i fosforanu nieorganicznego przy użyciu energii światła.
Proces zachodzi w chloroplastach eukariontów oraz w komórkach bakterii fotosyntetyzujących. Energia światła wykorzystywana jest przez kompleksy przeprowadzające reakcję fotochemiczną – fotoukłady. W efekcie zachodzenia reakcji katalizowanych przez fotoukłady oraz kompleks cytochromów b6f przez błonę białkowo-lipidową przenoszone są protony. Wytworzona w wyniku zachodzenia szeregu reakcji redoks różnica stężeń protonów w poprzek błony określana jest jako siła protonomotoryczna. Energia zgromadzona w postaci różnicy stężeń protonów służy do syntezy ATP przeprowadzanej przez enzym którego elementy obracają się w wyniku przepływania przez kanał jonowy jonów H+ – syntazę ATP.
Gradient protonowy może być wytworzony poprzez przekazywanie elektronów w szeregu reakcji z H2O na NADP. W tym przypadku proces określa się jako fosforylację niecykliczną, podczas której wytwarzane jest nie tylko ATP, lecz także NADPH. Elektrony mogą również zostać oderwane od barwnika obecnego w centrum reakcji, uczestniczyć w reakcjach redoks prowadzonych do wytworzenia siły protonomotorycznej i powracać do centrum aktywnego. Cykliczne zachodzenie reakcji określa się jako fosforylacja cykliczna, w której wytwarzane jest tylko ATP. Fosforylacja cykliczna może zachodzić w chloroplastach eukariontów oraz komórkach sinic. Organizmy te posiadają dwa fotoukłady i mogą przeprowadzać również fosforylację niecykliczną. Pozostałe organizmy fotosyntetyzujące posiadają tylko jedno centrum reakcji i przeprowadzają jedynie fosforylację cykliczną. Do organizmów tych zalicza się: bakterie zielone, bakterie purpurowe i heliobakterie.

## Fosforylacja niecykliczna
Wytworzenie ATP w chloroplastach jest możliwe dzięki szeregowi reakcji zachodzących na kompleksach obecnych w błonie tylakoidu. W organizmach wytwarzających tlen głównym sposobem wytwarzania siły protonomotorycznej jest zestaw reakcji określanych jako fosforylacja niecykliczna. W efekcie tych reakcji elektrony z wody przenoszone są na NADP, który ulega redukcji do NADPH oraz protony przenoszone są do wnętrza tylakoidu ze stromy. Powstająca różnica stężeń protonów służy następnie do wytworzenia ATP. W roślinach oraz sinicach w reakcjach prowadzących wytworzenie siły protonomotorycznej odbywa się przy udziale trzech dużych kompleksów. Dwa z nich określane jako fotoukład I i fotoukład II to elementy wrażliwe na światło, w których dochodzi do fotoindukcyjnego rozdziału ładunków. Na trzecim – kompleksie cytochromów b6f – zachodzą reakcję dzięki którym dodatkowe protony przenoszone są przez błony tylakoidów. Wszystkie trzy kompleksy rozmieszczone są w błonie tylakoidów. W łańcuchu reakcji biorą również udział dwie małe cząsteczki. Plastochinon będący związkiem o charakterze hydrofobowym, jednak dobrze rozpuszczalnym w lipidach, dzięki czemu łatwo przemieszcza się w błonie tylakoidów ulegając redukcji na fotoukładzie II i utlenieniu na kompleksie cytochromów b6f. Druga ruchliwa cząsteczka to niewielkie białko, zawierające jon miedzi, rozpuszczalne w wodzie, ulegające redukcji na kompleksie cytochromów b6f i oddające elektrony na fotoukład I.

Schemat Z. Zmiany potencjału redukcyjnego poszczególnych przenośników elektronów tworzą zygzak – stąd określenie graficznego schematu zmian. 4Mn – kompleks rozkładający wodę, Tyr – reszta tyrozyny, P680 – para specjalna chlorofilu fotoukładu II, Phe – feofityna, Q_{A}, Q_{B} – cząsteczki plastochinonu związane z białkami fotoukładu, PQ – pula plastochinonu błony tylakoidów, Cyt b_{6}f – kompleks cytochromów b_{6}f, PC – plastocyjanina, P700 – para specjalna chlorofilu fotoukładu I, A_{0} – cząsteczka chlorofilu, A_{1} – filochinon, F_{X}, F_{A}, F_{B} – centra żelazowo-siarkowe, F_{D} – ferredoksyna, FNR – reduktaza ferredoksyna-NADP.

### Fotoukład II

Budowa fotoukładu II

U roślin kompleks PS II składa się z czterech transbłonowych podjednostek dużych i kilkunastu małych oraz trzech podjednostek zewnątrzbłonowych. Szereg reakcji rozpoczyna się od absorpcji światła przez dimer chlorofilu a, określany jako para specjalna, ze względu na kluczową rolę w reakcjach fotofosforylacji lub P680. Absorbuje ona światło o maksymalnej długości fali 680 nm. Cząsteczki chlorofilu związane są z dimerem białek określanych jako D1 (PsbA) i D2 (PsbD). Z każdą z tych podjednostek związana jest dodatkowa cząsteczka chlorofilu (ChlD1 i ChlD2). Stan wzbudzenia zdelokalizowany jest w obrębie wszystkich czterech cząsteczek chlorofilu tworzących wraz z dimerem białek D1 i D2 centrum reakcji fotoukładu II. Wzbudzenie pary specjalnej powoduje uwolnienie elektronu, który z ChlD1, w czasie krótszym niż 10−11 s, przenoszony jest na cząsteczkę feofityny (Phe), połączonej z białkiem D1. Elektron z jonu feofityny (Ph−) może powrócić na dimer chlorofilu – P680, wykazujący maksimum absorpcji przy długości fali 680 nm. Rekombinacji ładunków zapobiega struktura fotoukładu. Kolejny akceptor elektronów, cząsteczka plastochinonu silnie związana z białkiem D2 określana jako plastochinon A (PQA), znajduje się w odległości mniejszej niż 1 nm od feofityny. Jest to znaczna odległość utrudniająca powrót elektronu. Z PQA elektron przekazywany jest na cząsteczkę plastochinonu (PQB) związaną z D1. Po przyjęciu dwóch elektronów PQB i przyłączeniu dwóch protonów ze stromy, ulega zredukowania do plastochinolu i uwalniany jest do błony tylakoidów, której może swobodnie się przemieszczać w błonie tylakoidów. W przenoszeniu elektronów pomiędzy PQA i PQB bierze udział jon żelaza związany przez czterema reszty histydynowe, po dwie z białka D1 i białka D2. Atom Fe połączony jest również z cząsteczką CO2 pełniącą jedynie rolę regulatorową w łańcuchu transportu elektronów.
Powstały w wyniku oderwania elektronu jon P680+ posiada potencjał oksydoredukcyjny 1,3-1,4. Tak silny utleniacz służy do odebrania elektronu z cząsteczki wody. P680+ utlenia resztę 161 tyrozyny w białku D1, a powstały w reakcji rodnik Tyrz. służy jako utleniacz w reakcji rozszczepiania wody. Reakcja ta katalizowana jest przez kompleks rozkładający wodę (OEC) będący częścią fotoukładu II zlokalizowaną po wewnętrznej stronie błony tylakoidu. Struktura przestrzenna oraz mechanizm działania kompleksu nie zostały dokładnie poznane. W przyjmowanym modelu zakłada się, że z kompleksem pozostają jednocześnie połączone dwie cząsteczki wody. Jedna z nich pozostaje połączona z jonem Mn, a druga z jonem Ca2+ również obecnym w kompleksie. W wyniku odrywania elektronów od OEC zmienia się jego stany redoks określane jako S0, S1, S2, S3, S4. Przejście przez pełny cykl prowadzi do oderwania czterech elektronów od dwóch cząsteczek wody. W efekcie wytworzona zostaje cząsteczka O2, a wewnątrz tylakoidu powstaje cztery protony zwiększające różnicę stężeń pomiędzy stromą i przestrzenią lumenarną.
Reakcję katalizowaną przez fotoukład II można przedstawić następująco:
{\displaystyle {\mbox{2PQ}}+{\mbox{2H}}_{2}{\mbox{O}}\to {\mbox{O}}_{2}+{\mbox{2PQH}}_{2}}
Do PS II przyłączone są zewnętrzne kompleksy antenowe LHC II absorbujące energię światła i przekazujące ją na fotoukład II. Główny kompleks LHC II składa się z trzech białek – LHCb1, LHCb2, LHCb3 i wiąże 70% cząsteczek chlorofilu związanego w PSII. Poszczególne monomery wchodzące w skład kompleksu zbudowane są z łańcucha 232 aminokwasów wiążącego 8 cząsteczek chlorofilu a, 6 cząsteczek chlorofilu b, 2 cząsteczki luteiny, jedną neoksantyny i jedną zeaksantyny lub wiolaksantyny. Białka antenowe Lhcb4, Lhcb5 oraz Lhcb6 związane z PS II występują jako monomery. Poszczególne monomery mają podobną budowę, zawierają trzy transbłonowe helisy, a masa mieści się w przedziale 20-25 kDa. Wydajność wykorzystania absorbowanej energii świetlnej jest wyższa dla formy trimerycznej LHCII3. Energia wzbudzenia z chlorofilu b położonego w lumenarnej części kompleksu przenoszona jest na końcowy chlorofil a jednego z monomerów położony w stromalnej części kompleksy przez szereg cząsteczek chlorofilu a i b w czasie femtosekundy.
Fotoukład II tworzy superkompleks składający się z dimeru PS II połączonego ze zmienną liczbą anten zewnętrznych. Najczęściej superkompleks zbudowane jest z dimeru PSII, dwóch trimerycznych kompleksów LHC II oraz dwóch białek Lhcb4 i dwóch Lhcb5. W jednym superkompleksie LHCII-PSII na centrum reakcji przypada około 125 cząsteczek chlorofilu, a cały kompleks ma masę 1100 kDa. Kompleks LHCII-PSII może wiązać dodatkowo do sześciu kompleksów LHC II3. Dodatkowe formy trimeryczne zawierają białka Lhcb1. Lhcb2 i Lhcb3. Powstające superkompleksy mogą łączyć się ze sobą w jeszcze bardziej złożone struktury określane jako megakompleksy. Wolne kompleksy LHC II3 mogą łączyć się w oligomery o zróżnicowanym układzie przestrzennym. Powstałe oligomery biorą udział w niefotochemicznym rozpraszaniu energii wzbudzenia.

### Kompleks cytochromów b6f

Budowa kompleksu cytochromów b_{6}f

Plastochinol (PQH2) wytworzony na fotoukładzie II dyfunduje w błonie tylakoidów do kompleksu cytochromów b6f. Kompleks enzymatyczny katalizuje reakcję:
{\displaystyle {\mbox{PQH}}_{2}+{\mbox{2Pc(Cu}}^{2+}{\mbox{)}}\to {\mbox{PQ}}+{\mbox{2Pc(Cu}}^{+}{\mbox{)}}+{\mbox{2H}}^{+}}
Kompleks jest homodimerem o masie 220 kDa, w którym każdy z monomerów składa się z czterech podjednostek. Pierwsza z nich to cytochrom b6, będącego integralnym białkiem błonowym o masie 24 kDa, zawierającym dwie cząsteczki hemu. Jedna z cząsteczek hemu b określana jako bH znajduje się po wewnętrznej stronie błony tylakoidu, a druga określana jako bL bliżej stromy. Druga podjednostka to cytochrom f o masie 19 kDa, zawierająca hem typu c i będąca miejscem przyłączania plastocyjaniny. Kolejną podjednostką jest białko Rieskiego zawierające Centrum żelazowo-siarkowe [2Fe-2S] (17,5 kDa). Ostatnia podjednostka IV (17 kDa) nie bierze bezpośredniego udziału w reakcjach zachodzących na kompleksie. Umożliwia ona przyłączenie do każdego z monomerów po jednej cząsteczce chlorofilu i β-karotenu, co prawdopodobnie zwieszą stabilność całego kompleksu lub reguluje aktywność kinazy LHC.
Kompleks cyt. b6f katalizuje dwuetapową reakcje utleniania PQH2 określana jako cykl Q. Cząsteczka plastochinolu obecnego w błonach tylakoidów przyłączana jest do kompleksy po stronie lumenalnej. Pierwszy elektron pobierany z PQH2 przekazywane jest przez cyt bH, białko Rieskiego i cyt. f na plastocyjaninę. Drugi elektron przenoszony jest za pośrednictwem cyt. bL na cząsteczkę plastochinonu przyłączoną do kompleksu po stronie stromy. W efekcie tlenienia przyłączonej po wewnętrznej stronie tylakoidu redukowana jest jedna cząsteczka Pc oraz powstaje anion plastosemichinonowy przyłączający proton ze stromy. Po zredukowaniu dwóch cząsteczek PQH2 po stronie lumenalnej redukcji ulega dwie cząsteczki Pc i powstaje jedna cząsteczka PQH2. Protony uwalniane podczas redukcji PQH2 uwalniane są do wnętrza tylakoidu a pobierane podczas utleniania PQ pobierane ze stromy. W ten sposób reakcje zachodzące na kompleksie cytochromów b6f umożliwiają zwiększenie gradientu stężeń protonów w poprzek błony.

### Fotoukład I

Budowa fotoukładu I

Trzeci duży kompleks katalizujący reakcje fotofosforylacji odpowiedzialny jest za przeprowadzenie reakcji utlenienia plastocyjaniny przy jednoczesnej redukcji ferredoksyny:
{\displaystyle {\mbox{2Pc(Cu}}^{+}{\mbox{)}}+{\mbox{Fd}}_{utl.}\to {\mbox{2Pc(Cu}}^{2+}{\mbox{)}}+{\mbox{Fd}}_{zred.}}
Potencjał oksydoredukcyjny wynosi +0,37 V dla plastocyjaniny i –0,45 V dla ferredoksyny. Przeniesienie elektronów ze związku o dodatnim redoks potencjale do związku o ujemnym potencjale redoks jest możliwe dzięki absorpcji kwantów światła. Cały kompleks PS I składa się z 15 podjednostek białkowych oznaczanych jako PsaA do PsaP. Podobnie jak w fotoukładzie II centrum reakcji zawiera dimer chlorofilu a, w tym kompleksie maksimum absorpcji przypada jednak na 700 nm stąd określenie pary specjalnej – P700. W skład centrum reakcji wchodzą również dwie kolejne pary chlorofilu a, dwie cząsteczki fillochinonu oraz heterodimer składający się z podjednostek PsaA i PsaB o masach odpowiednio 83,2 kDa i 82,5 kDa. Reszty cysteinowe obu podjednostek koordynują centrum żelazowo-siarkowe [4Fe-4S]. Elektron oderwany od P700 przekazywany jest na jedną lub obie cząsteczki chlorofilu trzeciej pary, która znajduje się w odległości 2,2 nm od pary specjalnej. Kolejnym akceptorem elektronów jest jedna lub obie cząsteczki filochinonu. Dotychczasowe badania wskazują na asymetryczny transport elektronu podczas tunelowania, jednak możliwe, że transport może zachodzić symetrycznie. Z fillochononu elektron poprzez centrum [4Fe-4S] przekazywany jest na podjednostkę PsC również zawierającą centra żelazowo-siarkowe. Ferredoksyna wiązana jest z fotoukładem I przy udziale podjednostek PsaC, PsaD, PsaE. Powstały jon P700+ zobojętniany jest elektronem pochodzącym z Pc, która przyłącza się do PS I po stronie lumenalnej przy udziale podjednostek PsaN, PsaF, PsaG i PsaJ. Podjednostka PsaF odbiera elektron od plastocyjaniny i przekazuje go do centrum reakcji fotoukładu.
Ferredoksyna ulega utlenieniu przy udziale reduktazy ferredoksyna-NADP+ (FNR) przy jednoczesnym wytworzeniu NADPH + H+. U roślin wyższych FNR oddziałuje z podjednostką PsaE, przebieg reakcji redoks polega prawdopodobnie na oddziaływaniu jedynie centrów aktywnych obu białek. Reakcja ta odbywa się po stronie stromy, a pobieranie protonów przyczynia się do zwiększania gradientu elektrochemicznego w poprzek błony.

## Fosforylacja cykliczna
Wytworzenie gradientu protonowego możliwe jest także bez udziału fotoukładu II. Przenoszenie protonów przez błonę tylakoidów bez rozkładu wody określane jest jako fosforylacja cykliczna. Podczas niej elektron wybity z centrum reakcji fotoukładu I (P700) przekazywany jest przez szereg przenośników na ferredoksynę. Z ferredoksyny jednak nie trafia na NADP+, lecz jest przenoszony na kompleks cytochromów b6f. W efekcie reakcji zachodzących na kompleksie następuje przeniesienie protonów w poprzek błony tylakoidów i wytworzenie gradientu protonowego. Z kompleksu cytochromów b6f elektron służy do redukcji plastocyjaniny utlenianej przez P700+. Powstała w wyniku cyklu reakcji różnica stężeń protonów wewnątrz i na zewnątrz tylakoidu dostarcza energii do syntezy ATP odbywającej się na kompleksie syntazy ATP. Kluczowym elementem biorącym udział w cyklicznym transporcie elektronów jest enzym przenoszący elektrony z ferredoksyny na kompleks cytochromów b6f. Przeniesienie to może odbyć się na kilka sposobów. Elektrony z ferredoksyny może pobierać oksydoreduktaza ferredoksyna-plastochinon (FQR). W efekcie wytwarzany jest zredukowana forma plastochinonu biorąca udział w cyklu Q. Przeniesienie elektronów na plastochinon może również zachodzić dzięki dehydrogenazie plastopchinon-NAD(P)H (Ndh). Trzecią możliwością jest bezpośrednie przeniesienie elektronów przez reduktazę ferredoksyny (FNR) na kompleks cytochromów b6f, gdzie posłużą do redukcji plastochinonu.

## Syntaza ATP

Budowa syntazy ATP

Za chloroplastową syntezę ATP bezpośrednio odpowiedzialna jest syntaza ATP. Enzym ten określany za pomocą skrótu CFoF1 podobnie jak mitochondrialna syntaza ATP określanej za pomocą skrótu MFoF1 zbudowany jest z dwóch domen: Fo będącej białkiem wewnątrzbłonowym i przyłączonej do niej po stronie stromy domeny F1. Obie domeny połączone są białkami tworzącymi trzon (ang. central stalk) oraz zewnętrznym łącznikiem (ang. peripheral stalk). CFo składa się z czterech różnych łańcuchów polipeptydowych, określanych jako I (17 kDa), II (16,6 kDa), III (8 kDa), IV (27 kDa). Podjednostki I, II i III są odpowiednikami podjednostek a, b, c budującym mitochondrialną syntazę ATP, podjednostka IV jest jedynie zbliżona budową do podjednostki a. Szacunkowa zawartość poszczególnych podjednostek wynosi 1:2:12(14):1. Podjednostki III tworzą w błonie pierścień składający się z 14 polipeptydów. Podjednostka a tworzy dwa nie przechodzące przez błonę kanały jonowe. Gdy reszta Asp61 polipeptydu III posiada ładunek ujemny zostaje związana z podjednostką I, uprotonowanie, przy udziale kanału jonowego, umożliwia odłączenie podjednostki III od polipeptydu I i przemieszczenie w błonie. Kolejne reakcje protonacji i deprotonacji prowadzą do obrotu pierścienia podjednostek III oraz jednoczesne przenoszenia protonów przez błonę.
CF1 składa się z podjednostek α3β3γδε. Podjednostki αβ ułożone są naprzemiennie wokół rdzenia kompleksu tworząc właściwą syntazę ATP zawierającą trzy centra aktywne. Polipeptydy γδε tworzą rdzeń kompleksu obracany przez pierścień podjednostek III. Obroty fragmentu łańcucha γ znajdującego się w pobliżu podjednostek α3β3 wywołują zmiany konformacyjne centrów aktywnych polegające kolejno na jego otwarciu i przyłączeniu ADP i Pi, utworzenie stanu przejściowego i syntezę ATP, otwarcie centrum aktywnego i uwolnienie ATP. Do otwartego centrum aktywnego mogą powtórnie przyłączyć się kolejne substraty. Ze względu na obecność trzech miejsc katalitycznych na pierścieniu α3β3 podczas pełnego obrotu polipeptydy γ zostają wytworzone 3 cząsteczki ATP. Domena F1 i Fo połączone są również zewnętrznym łącznikiem, który łączy się z podjednostką I F1 przy pomocy białka b oraz d, F6 i OSCP. Zewnętrzny łącznik kotwiczy w błonie zarówno podjednostkę I, jak i zapobiega rotacji pierścienia α3β3 podczas ruchu rdzenia kompleksu. Zestaw tych polipeptydów tworzy stojan (ang. stator), a centralny rdzeń i pierścień podjednostek III spełnia rolę wirnika (ang. rotor) razem tworząc molekularny silnik odpowiedzialny za wytwarzanie ATP.
Szczególną cechą chloroplastowej syntazy ATP jest możliwość regulacji przez światło polegający na odwracalnej redukcji mostka cysteinowego w podjednostce γ, a także obustronne oddziaływania polipeptydów γ i ε tworzących rdzeń kompleksuNiektóre badania sugerują, że syntaza ATP obecna w chloroplastach podobnie jak enzym mitochondrialny może tworzyć dimery.

## Przestrzenny rozkład kompleksów białkowych

Kompleksy fotosyntetyczne w błonie tylakoidów: PS I – fotoukład I, PS II – fotoukład II, b_{6}f – kompleks cytochromowy b_{6}f, s ATP – syntaza ATP.

W chloroplastach błony tylakoidów, w których znajdują się kompleksy biorące udział w fotosyntetycznym łańcuchu transportu elektronów oraz syntaza ATP, tworzą obszary błon ściśle ułożonych – tylakoidy gran oraz obszary gdzie błony leżą w dość dużych odstępach – tylakoidy stromy. Kompleksy biorące udział w fosforylacji fotosyntetycznej nie są równomiernie rozłożone w poszczególnych obszarach. O ile stosunek PSI do PSII dla całości tylakoidów wynosi 1,13, to wewnętrznej cześć tylakoidów gran stosunek ten wynosi 1:4. W zewnętrznej części tylakoidów gran przeważa już PSI (PSI/PSII=1,28), a w tylakoidach stromy proporcja wynosi już 3,1. W części tylakoidów stromy odległych od tylakoidów gran przewaga PSI nad PSII jest już trzynastokrotna. Szacuje się, że 80% PS II znajduje się w obszarach tworzących grana.
Wyniki badań wskazują, że dimery cytochromów b6f rozłożone są równomiernie w błonach tylakoidów. Prawdopodobnie rozmieszczenie kompleksu cyt. b6f może zmieniać się zależnie od warunków. W określonych warunkach kompleks cyt. b6f może być wypierany z wewnętrznej części tylakoidów gran. Badania kinetyki przepływu elektronów podczas fosforylacji niecyklicznej stały się podstawą do stworzenia modelu, w którym w tylakoidach gran PSII wraz ze antenami zewnętrznymi tworzy mikrodomeny z kompleksem cytochromów b6f, co ułatwia dyfuzję plastochinolu pomiędzy kompleksami. Takie mikrodomeny nie charakteryzowały by się ścisła stechiometrią i uporządkowaną strukturą.
Kompleks syntazy ATP podobnie jak PS I rozmieszczony w tylakoidach stromy. Przyczyną takiego rozmieszenia syntazy ATP i PSI jest masywna budowa części stromowej.
Heterogenność błon tylakoidów zapewnia równowagę między optymalnym wykorzystaniem energii absorbowanych fotonów, a koniecznością jej rozproszenia w sytuacji nadmiaru światła.

## Fosforylacja fotosyntetyczna u bakterii
Wśród prokariontów zdolność do wytwarzania ATP przy użyciu energii świetlnej posiadają cztery grupy bakterii: sinice, bakterie zielone, bakterie purpurowe i heliobakterie. U sinic przebieg fotofosforylacji nie różni się zasadniczo od procesu zachodzącego u eukariontów. U pozostałych grup bakterii w łańcuchu transportu elektronów bierze udział tylko jedno centrum reakcji o różnych maksimach absorpcji. W centrach reakcji bakterii innych niż sinice znajdują się dimery bakteriochlorofilu.
Występowanie poszczególnych centrów reakcji i chlorofilów zestawiono w tabeli:
| Grupa systematyczna                                            | Rodzaj struktur antenowych | Rodzaj chlorofilu w RC                   | Maksimum absorpcji dla pary specjalnej |
| -------------------------------------------------------------- | -------------------------- | ---------------------------------------- | -------------------------------------- |
| Sinice (Cyanobacteria)                                         | fikobilisomy               | chlorofil a                              | P-700, P-680                           |
| Bakterie zielone nitkowate (Chloroflexaceae)                   | chlorosomy                 | bakteriochlorofil a                      | P-865                                  |
| Bakterie zielone siarkowe (Chlorobiaceae)                      | chlorosomy                 | bakteriochlorofil a                      | P-840                                  |
| Bakterie purpurowe siarkowe (Chromatiaceae, Ectothiorhodaceae) | chromatofory               | bakteriochlorofil a, bakteriochlorofil b | P-870, P-890                           |
| Bakterie purpurowe niesiarkowe (Rhodospirillaceae)             | chromatofory               | bakteriochlorofil a, bakteriochlorofil b | P-870, P-960                           |
| Heliobakterie (Heliobacteriaceae)                              | brak, barwniki w błonie    | bakteriochlorofil g                      | P-798                                  |

Wiele badań wykazało duże podobieństwo centrów reakcji (RC1) nitkowatych bakterii zielonych oraz heliobakterii do fotoukładu I eukariontów i sinic oraz centrów reakcji bakterii purpurowych i zielonych bakterii siarkowych (RC2) do fotoukładu II. Dlatego pomimo istnienia różnic pomiędzy poszczególnymi grupami bakterii można wydzielić dwie grupy posiadające tylko jedno centrum reakcji i takie same przenośniki elektronów. Jedna z nich to grupa bakterii purpurowych, u których w transporcie elektronów bierze RC2, chinon, kompleks cytochromowy bc i cytochrom c. Druga grupa to zielone bakterie siarkowe i heliobakterie, u których elektron z RC1 może być przekazany na ferredoksynę i posłużyć do wytworzenia NADH lub na menachinon i poprzez kompleks bc i cytochrom c powrócić do centrum reakcji.

### Bakterie purpurowe
U bakterii Rhodopseudomonas viridis występują pojedyncze centra reakcji składające się z czterech podjednostek: L (31kDa), M (36kDa),H (28kDa) i C, którą jest cytochrom typu c. Podjednostki L i M tworzą rdzeń fotosyntetycznego centrum reakcji zawierający przyłączone do podjednostek cztery cząsteczki bakteriochlorofilu b, dwie cząsteczki bakteriofeofityny, dwa chinony oraz jon żelaza.
W wyniku absorpcji kwantu światła o długości do 960nm para specjalna bakteriochlorofilu ulega wzbudzeniu, a oderwany elektron przekazywany jest na bakteriofeofitynę podjednostki L. Kolejnym akceptorem elektronu jest chinon (QA), z którego przenoszony jest na chinon QB. W wyniku przyjęciu dwóch elektronów chinon QB ulega redukcji do QH2 i odłącza się od centrum reakcji. Protony niezbędne do zajścia reakcji pobierane są z cytoplazmy, co prowadzi do wytwarzania gradientu elektrochemicznego. Jednocześnie w podobnej odległości od pary specjalnej znajduje się hem, będący częścią podjednostki cytochromowej, oddający elektron P680+, co prowadzi do zobojętnienia ładunku dodatniego. Zredukowana chinon zostaje utleniony na kompleksie bc1 w cyklu Q, co prowadzi do zwiększenia gradientu protonowego oraz odtworzenia chinonu. Elektrony powracają do centrum reakcji za pośrednictwem cytochromu c2.

### Bakterie zielone
Centrum reakcji zielonych bakterii siarkowych zbudowane jest z pięciu podjednostek PscA-D oraz kompleksu FMO. Rdzeń RC składa się z homodimeru PscA wiążącego parę specjalną bakteriochlorofilu a. Skład całego centrum reakcji to(2)(FMO)(3)(PscA)(2)PscB(PscC)(2)PscD. Z rdzeniem RC związanych jest 16 cząsteczek bakteriochlorofilu, 4 chlorofilu a i 2 karotenoidów. W skład obu kompleksów FMO wchodzi po 42 cząsteczki bakteriochlorofilu a. Badania nad kompleksem FMO wskazują, że podczas przekazywania energii z kompleksów antenowych do centrów reakcji ważną rolę odgrywa zjawisko koherencji kwantowej. Oderwane elektrony przenoszone są na menachinon. Kompleks bc jest odpowiednikiem kompleksu bc1 występującego w mitochondriach. U zielonych bakterii siarkowych może on nie zawierać odpowiednika podjednostki c1. Elektrony powracają do centrum reakcji za pośrednictwem cytochromu c551 o masie 21 kDa.
U Chloroflexus aurantiacus, bakterii należącej do zielonych bakterii nitkowatych nie stwierdzono obecności kompleksu bc lub bf. Za redukcję menachinonu odpowiedzialny jest kompleks III fotosyntetycznego łańcucha transportu elektronów AC III (ang. alternative complex III) będący oksydoreduktazą menachinon:auracjanina. AC III jest integralnym białkiem błonowym o masie około 300 kDa, składającym się z 8 podjednostek 7 różnych typów.

## Inhibitory
Wiele związków, które zaburzają działanie łańcucha transportu elektronów znalazło zastosowanie w rolnictwie jako herbicydy. Jedne z nich zastępują plastochinon w miejscu QB, inne uniemożliwiają przekazanie elektronu z fotoukładu I na NADP. Działanie inhibitorów blokujących łańcuch transportu elektronów widoczne jest także u bakterii fotosyntetyzujących.
| Związek                                                        | Zastosowanie | Wpływ na fotofosforylację |
| -------------------------------------------------------------- | ------------ | --- |
| Pochodne mocznika np. diuron, pochodne triazynowe np. atrazyna | Herbicydy    | Związki wiążą się z miejscem QB w podjednostce D1 fotoukładu II i uniemożliwiają powstawanie plastochinolu (PQH2).                     |
| Parakwat                                                       | Herbicydy    | Jest inhibitorem fotoukładu I, od którego przejmuje elektrony i przekazuje na tlen, co prowadzi do powstawania reaktywnych form tlenu. |

## Ewolucja
Wykorzystanie światła do przeprowadzania rekcji chemicznych stało się możliwe dzięki powstaniu centrów reakcji fotochemicznych. Część naukowców uważa, że jednostki fotosyntetyczne pojawiły się jeszcze w fazie prebiotycznej. Inni uważają, że centra reakcji i zdolność do przeprowadzania reakcji fotochemicznych pojawiła się pojawiła się znacznie później już po rozdzieleniu eubakterii i archebakteri u oddychających beztlenowo przedstawicieli pierwszej z grup.
Przy założeniu wykształcenia centrów reakcji w fazie prebiotycznej prototyp fotoukładu mógł zawierać protoporfirynę IX związaną z kilkoma niewielkimi polipeptydami i wykazywać zdolność do przenoszenia elektronów lub protonów przez prymitywną błonę komórkową. W wyniku jego rozwoju powstał prekursor obecnych RC zawierający chlorofil a i współdziałając z centrum Fe-S jako kolejnym akceptorem elektronów oraz chinonem i cytochromami. Był już w stanie zapewnić prymitywny cykliczny transport elektronów. Zbudowane w ten sposób centrum reakcji dało początek centrum rekcji I. Z RC1 między 3,5–2,5 mld lat temu wykształcił się RC2 zwiększający możliwość wytwarzania siły redukcyjnej niezbędnej do asymilacji CO2.
Według zwolenników drugiej hipotezy centra reakcji powstały w wyniku przekształcenia kompleksu cytochromów bc1 uczestniczącego w oddychaniu komórkowym. W efekcie przekształceń powstałby kompleks cytochromów b6f, który zawiera jedną cząsteczkę chlorofilu a na cząsteczkę cytochromu f. Badania porównawcze sekwencji i struktury podjednostki cytochromu b kompleksu bc1 i polipeptydów rdzenia centrum reakcji typu drugiego wykazały podobieństwo regionów zawierających ligandy w postaci hemów i chinonów w cytochromie b i regionów polipeptydów RC przyłączających ligandy w postaci chlorofilu, feofityny i niehemowego żelaza.
Rozpatrywane są dwie drogi wykształcenia bakterii o różnej ilości RC. Według części badaczy organizmy posiadające jedno centrum reakcji powstały z jednego przodka zawierającego oba centra z bakteriochlorofilem a, organizmy zawierające centra reakcji z chlorofilem a dały początek sinicom i wraz z wykształceniem kompleksy rozkładającego wodę stała się możliwa fosforylacja niecykliczna z wytworzeniem tlenu. Centra reakcji zielonych bakterii siarkowych oraz heliobakterii mogły powstać z pierwotnego centrum reakcji jeszcze przed powstaniem RC2. Centra reakcji zielonych bakterii nitkowych oraz bakterii purpurowych mogły powstać w wyniku utraty RC1 przez wspólnego przodka.

## Historia badań fosforylacji fotosyntetycznej
Historia badań nad fosforylacją fotosyntetyczną jest częścią badań nad całym procesem fotosyntezy. Teoretyczne podstawy do badań procesów zachodzących podczas magazynowania energii światła przez organizmy fotosyntetyzujące stworzył Julius Rober Mayer, który w roku 1845 stwierdził: „rośliny zmieniają energię słońca w energię chemiczną”. Dowody na syntezę ATP napędzaną przez światło opublikowali jako pierwsi Daniel Arnon, Mary Belle Allen i F.R. Whatley w roku 1954, a trzy lata później wprowadzili określenie fosforylacja niecykliczna oraz cykliczna. Również w roku 1954 Albert Frenkel jako pierwszy zaobserwował syntezę ATP przez fragmenty błon fotosyntetyzujących bakterii. W roku 1956 Bessel Kok stwierdził występowanie u licznych organizmów fotosyntetyzujących barwnika o absorpcji maksymalnej 700 nm (centrum reakcji PSI). Doświadczenia Roberta Emersona z lat 1957–1958 opisujące efekt zwiększenia natężenia fotosyntezy przy oświetlaniu zawiesiny glonów Chlorella pyrenoidosa, powtórzone następnie na krasnorostach, okrzemkach i sinicach wskazywały na istnienie dwóch układów zaangażowanych w absorpcję światła. Doświadczenie jest znane jako efekt Emersona. Dowody na sprężenie produkcji ATP z łańcuchem transportu elektronów w oświetlanych chloroplastach zostały przedstawione w 1959 przez Dave'a Krogmanna, Mordhaya Avrona i Andrégo Jagendorfa. Poszczególne ogniwa łańcucha transportu elektronów były poznawane w kolejnych latach. W roku 1957 Lynch i French odkryli w chloroplastach niepolarny związek lipidowy, który był niezbędny do przeprowadzenia reakcji Hilla. Dwa lata później związek ten został zidentyfikowany przez Crane’a oraz Bishopa jako plastochinon.
W 1960 Robin Hill i Fay Bendall opisali schemat Z, zawierający dwa fotoukłady oraz kompleks cytochromów b6f pośredniczący w przekazywaniu elektronów pomiędzy nimi. W tym samym roku Sanjay Govindjee i Eugene Rabinowitch zaproponowali model, w którym w obu fotoukładach reakcję fotochemiczną przeprowadzał chlorofil a, a Katoh wykazał istnienie drugiego ruchliwego przenośnika uczestniczącego w łańcuchu transportu elektronów – plastocyjaniny zawierającej miedź. W 1961 Peter Mitchell opublikował założenia teorii chemiosmotycznej, która wyjaśniała mechanizm syntezy ATP zarówno w mitochondriach, jak i chloroplastach. Avron w roku 1963 odkrył czynnik sprzęgający fotofosforylację – chloroplastową syntazę ATP.
W 1975 Peter Mitchell przedstawił model obiegu elektronów pomiędzy dwoma miejscami wiązania chinonu na kompleksie cytochromów bc1 i b6f. W tym samym roku C. Bengis i N. Nelson przedstawili szczegółowy opis białek budujących centrum reakcji fotoukładu I.
W roku 1975 Phil Thornber wykazał przy zastosowaniu elektroforezy niedenaturującej, że chlorofil tworzy kompleksy w połączeniu z białkami.
W latach 1976–1978 Hans-Erik Åkerlund, Per-Åke Albertsson i Bertil Andersson prowadząc badania nad izolacją i rozmieszczeniem polimerów fotoukładu II wykazała heterogenność błon tylakoidów. Fotoukład II zlokalizowany był niemal wyłącznie w wewnętrznej części tylakoidów gran, a fotoukład I w zewnętrznych częściach tylakoidów graniczących ze stromą.
W roku 1977 Wiaczesław Klimow, Aleksandr Klewanik, Władimir Szuwałow i Aleksandr Krasnowski w udowodnili, że feofityna jest pierwotnym akceptorem elektronów w fotoukładzie II
W tym samym roku John Bennett odkrył, że kompleksy zbierające światło LHC II mogą ulegać odwracalnej fosforylacji.
Rok później Peter Colman, Hans Freeman, J.M. Guss, M. Murata, V.A. Noriss, J.A.M. Ramshaw i M.P. Verikatappa opisali trójwymiarową strukturę plastocyjaniny.
W latach 1978–1982 zespół badawczy pod kierownictwem Lawrence Bogorad zsekwencjonował gen odpowiedzialny za syntezę białka D1.
Colin Wraight i Bruno Velthuys niezależnie w roku 1981 wyjaśnili działanie niektórych herbicydów jako blokowanie miejsca przyłączenia PQ na fotoukładzie II.
W tym samym roku Tsukihara opisał trójwymiarową strukturę ferredoksyny ze Spirulina platensis.
Berthold, Babcock i Yocum wyizolowali aktywny kompleks rozkładający wodę z fotoukładu II w roku 1981.
W 1984 J. Deisenhofer, O. Epp, K. Miki, R. Huber i Hartmut Michel opisali trówymiarową strukturę centrum reakcji z chromatoforów Rhodopseudomonas viridis, za co w roku 1988 otrzymali Nagrodę Nobla w dziedzinie chemii.
Rok później Lawrence Bogorad ze współpracownikami zsekwencjonowali geny kodujące centrum reakcji fotoukładu I.
W 1986 O. Nanba i Kimiyuki Satoh wyizolowali i oczyścili kompleks zawierający białka D1, D2 i cytochrom b559 oraz wykazali, że posiada on właściwości centrum reakcji fotoukładu II.
N. Tamura i George Cheniae wykazali w 1987 fotoaktywację manganu w fotoukładzie II.
W 1987 I. Witt jako pierwszy wyizolował w postaci krystalicznej fotoukład I sinic.
John Biggins i Paul Mathis w 1988 doświadczalnie potwierdzili udział filochinonu (witaminy K) transporcie elektronów w fotoukładzie I.
Rick Debus, Bridgette Barry, Jerry Babcock i Lee McIntosh przedstawili dowody, potwierdzające że tyrozyna-161 białka D1 jest donorem elektronów dla centrum reakcji PSII w 1988.
W 1989 Wasielewski, Seibert, Govindjee wraz ze współpracownikami jako pierwsi opublikowali wyniki pomiarów szybkości przenoszenia elektronów pomiędzy elementami fotoukładu II.
Rok później Kevin C. Parrett, Tetemke Mehari i John H. Golbeck wykazali, że przyłączenie wcześniej oderwanych centrów FeS przywraca transport elektronów indukowany światłem.
W 1992 Rudolph Marcus otrzymał Nagrodę Nobla w dziedzinie chemii za swoją teorię tłumaczącą przenoszenie elektronów między innymi podczas fotosyntetycznego transportu elektronów.
W latach 1992–2001 Petra Fromme, Patrick Jordan, Norbert Krauß, Horst Witt, Olaf Klukas i Wolfgang Saenger opisali trójwymiarową strukturę fotoukładu I termofilnej sinicy.
W roku1994 Werner Kühlbrandt i współpracownicy przedstawili trójwymiarową strukturę roślinnych kompleksów antenowych – LHC II.
S.E. Martinez, D. Huang, A. Szczepaniak, W.A. Cramer i J.L. Smith w 1994 opisali trójwymiarową strukturę lumenarnej części domeny cytochromu f.
W 1997 Paul Boyer i John E. Walker otrzymali Nagrodę Nobla za wyjaśnienie struktury mitochondrialnej podjednostki F1 syntazy ATP oraz opis mechanizmu syntezy ATP.
Christopher Bruns i P. Andrew Karplus opisali trójwymiarową strukturę oksydoreduktazy ferredoksyna-NADP w roku 1995.
W latach 1996–1997 Cramer i współpracownicy opisali trójwymiarową strukturę białka Rieske.
Zouni, Fromme, Witt, Sänger w 2001 opisali w rozdzielczości 3.8 Å trójwymiarową strukturę centrum reakcji fotoukładu II termofilnej bakterii, a badania Kamiya i Shen oraz Ferreira dostarczyły kolejnych szczegółów budowy kompleksu rozkładającego wodę.
W roku 2003 Depège wykazał istnienie jednej z kinaz odpowiedzialnych za fosforylację LHC II.
W tym samym roku została opisana struktura kompleksu cytochromów b6f. Dokonały tego dwa pracujące niezależnie zespoły. William Cramer, Genji Kurisu, Janet L. Smith i Huamin Zhang ze Stanów Zjednoczonych opisali strukturę kompleksu z Mastigocladus, a Daniel Picot, Jean-Luc Popot i David Stroebel z Francji strukturę kompleksu pochodzącego z Chlamydomonas reinhardtii.